# Эриксон, Дин
Дин Эриксон (Dean Erickson) (5 декабря, 1958, Мэн, США) — американский актёр.
Несмотря на некоторую свою известность своими сценическими ролями в пьесах Шекспира, Дин Эриксон знаменит в первую очередь исполнением роли Габриэля Найта во второй части одноимённой приключенческой игровой трилогии. В 2003 году на официальном сайте Эриксона появилось сообщение, что он работает агентом по продаже недвижимости, а сам сайт был переделан в соответствующую торговую площадку. Таким образом, Дин Эриксон отошёл от актёрской деятельности.
В интервью, данном в 2006 году сайту Adventure Classic Gaming Эриксон сообщил, что работает финансовым консультантом в Калифорнии. Он подтвердил, что больше не получал предложений, связанных с кино или компьютерными играми. Примечательно, что в этом интервью Эриксон сказал: «Мне почти не довелось поработать с Джоанной Такахаси, наше совместное рабочее время составило лишь около недели».
Ещё до выхода игры, в 1993—1994 годах Дин появился в телешоу «Фрейзер». В четырёх эпизодах, озаглавленных S01E02 «Space Quest» ,S01E04 «I hate Frasier Crane», S01E15 «You Can’t Tell a Crook By His Cover» , S01E16 «The Show Where Lilith Comes Back» и S01E17 «A Midwinter Night’s Dream», Дин Эриксон изображает официанта, мечтающего стать музыкантом.